# Charles Mehan
Charles Thomas Mehan (ur. 15 maja 1896 w Nogales, zm. 11 sierpnia 1972 w Boulder Creek) – amerykański sportowiec, olimpijczyk, zdobywca złotego medalu w turnieju rugby union na Letnich Igrzyskach Olimpijskich w 1920 roku w Antwerpii.

## Kariera sportowa

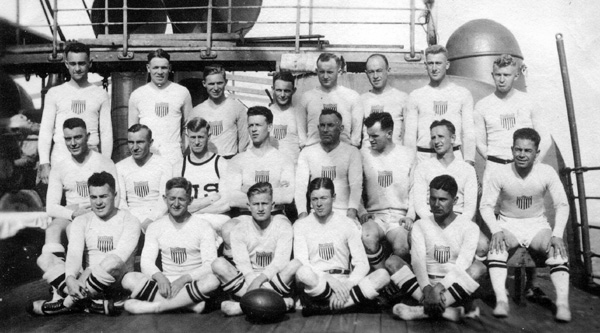
Olimpijska drużyna USA z 1920 roku

Podczas studiów na University of California, Berkeley występował w barwach California Golden Bears.
Ze złożoną w większości ze studentów uniwersytetów Santa Clara, Berkeley i Stanford reprezentacją Stanów Zjednoczonych uczestniczył w turnieju rugby union na Letnich Igrzyskach Olimpijskich 1920. W rozegranym 5 września 1920 roku na Stadionie Olimpijskim spotkaniu amerykańska drużyna pokonała faworyzowanych Francuzów 8–0. Jako że był to jedyny mecz rozegrany podczas tych zawodów, oznaczało to zdobycie złotego medalu przez zawodników z Ameryki Północnej.
W reprezentacji USA rozegrał łącznie 2 spotkania nie zdobywając punktów. Prócz finału olimpijskiego turnieju zagrał ponownie z Francuzami 10 października tego samego roku.
Wraz z pozostałymi amerykańskimi złotymi medalistami w rugby union został w 2012 roku przyjęty do IRB Hall of Fame.